# 모덕역
모덕역(Modeok station, 毛德驛)은 대한민국 부산광역시 사상구 덕포동에 있는 부산 도시철도 2호선의 지하철역이다. 인근에 부산 북부노동사무소와 사상공단이 있으며, 역은 사상공단 안쪽에 있다.

## 역명 유래
주변의 모라동(毛羅洞)의 "모"자와 덕포동(德浦洞)의 "덕"자를 따온 이름이다. 모덕초등학교 등과 같이 모덕은 이미 지명으로 활용되고 있는 이름이다.

## 역사
- 1999년 6월 30일 : 부산 도시철도 2호선 개통과 함께 영업 개시

## 역 구조
승강장은 2면 2선식의 상대식 승강장으로 운영된다. 스크린도어가 설치되어 있다. 이 역은 반대 방향으로 횡단이 불가능한 역이다.

### 승강장
| 덕포↑ |
| \| 상 |
| ↓모라 |

| 상행 | ● 부산 도시철도 2호선 | 사상·서면·대연·금련산·장산 방면 |
| 하행 | ● 부산 도시철도 2호선 | 덕천, 화명,호포,양산 방면       |

## 역 주변
- 부산 북부노동사무소
- 사상공단
- 북부운전면허시험장
- 덕포전화국
- 삼락중학교
- 부산조리고등학교
- 모덕초등학교
- 한전모라변전소

## 승차량 변동
사상공단 안쪽에 역이 소재해 있어, 사상공단 근로자들이 이 역을 많이 이용하고 그 주변에 사는 사상구민들도 이 역을 많이 이용하는 편이나 이용 빈도는 적은 편이다.
| 역 노선 | 승차 인원 | 승차 인원 | 승차 인원 | 승차 인원 | 승차 인원 | 승차 인원 | 승차 인원 | 승차 인원 | 승차 인원 | 승차 인원 | 승차 인원 | 승차 인원 | 승차 인원 | 승차 인원 | 주 석 |
| 역 노선 | 2002년    | 2003년    | 2004년    | 2005년    | 2006년    | 2007년    | 2008년    | 2009년    | 2010년    | 2011년    | 2012년    | 2013년    | 2014년    | 2015년    | 주 석 |
| ------- | --------- | --------- | --------- | --------- | --------- | --------- | --------- | --------- | --------- | --------- | --------- | --------- | --------- | --------- | ----- |
| 2호선   | 3120      | 2969      | 2849      | 2761      | 2419      | 2191      | 2211      | 2079      | 2255      | 2518      | 2469      | 2478      | 2525      | 2495      | [ 1 ] |

## 인접한 역
| 부산 도시철도 2호선 | 부산 도시철도 2호선   | 부산 도시철도 2호선 |
| ------------------- | --------------------- | ------------------- |
| 228 덕포 장산 방면  | ● 부산 도시철도 2호선 | 230 모라 양산 방면  |